# Pauline Viardot-García

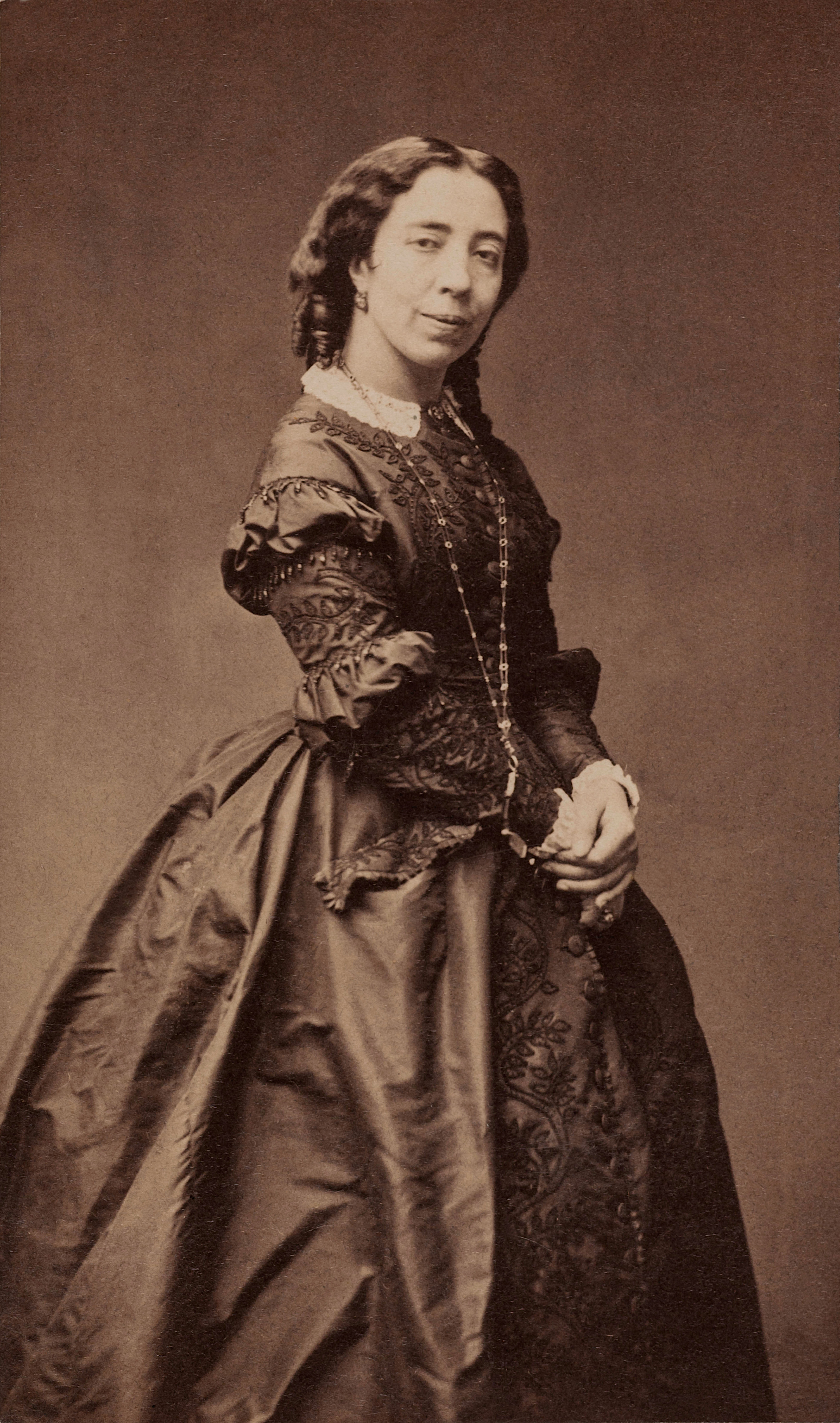
Pauline Viardot-García

Michelle Ferdinande Pauline Viardot-García, geb. García, (* 18. Juli 1821 in Paris; † 18. Mai 1910 ebenda) war eine spanische (französische ?) Opernsängerin (Mezzosopran, „sopran-e-contralto“), Komponistin, Pianistin, Gesangspädagogin, Salonière und Herausgeberin.

## Kindheit und Ausbildung

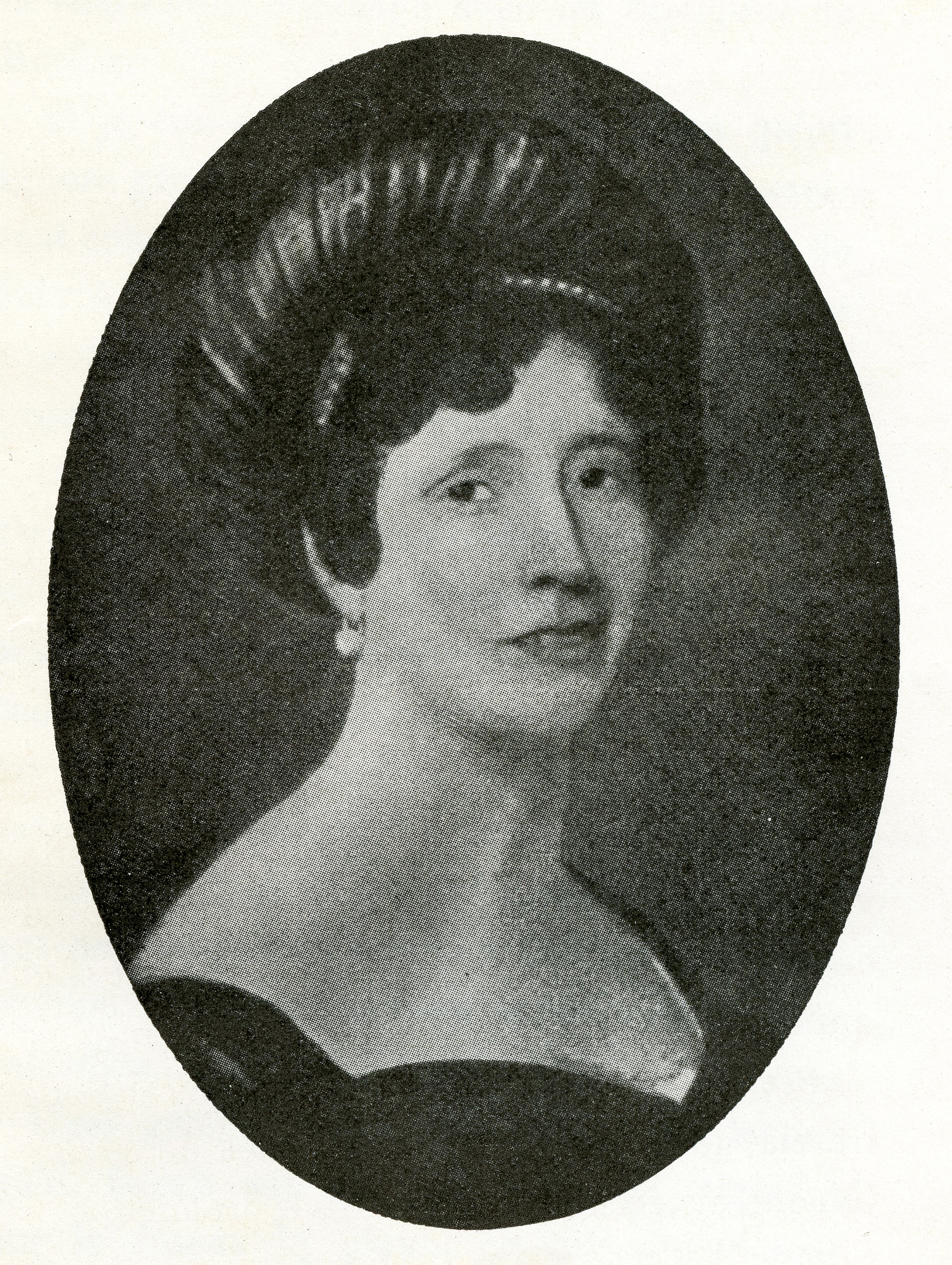
Pauline Viardots Mutter Joaquina Sitchèz (Briones)

Pauline Viardot-García wuchs in einer spanischen Musikerfamilie auf: Sie wurde 1821 in Paris als jüngste Tochter des berühmten Tenors und Komponisten Manuel del Pópulo Vicente García (1775–1832) und der Schauspielerin und Opernsängerin Joaquina Sitches (1780–1864; Künstlername: Joaquina Brionès) geboren; ihre Schwester war die Sängerin Maria Malibran, ihr Bruder der Bariton und Gesangslehrer Manuel Patricio Rodríguez García. Durch die internationale Tätigkeit ihres Vaters und ihrer gesamten Familie erhielt sie von vornherein eine ungewöhnlich kosmopolitische Prägung: Nach den ersten zwei Jahren in Paris ging sie mit ihrer Familie 1823 nach London, zwischen 1825 und 1828 nach Amerika (New York und Mexiko), und wuchs danach teils in Paris (ab 1829), teils in Brüssel auf (ab 1832).
Ihr erster Gesangslehrer war ihr Vater; nach dessen Tod im Jahr 1832 übernahm ihre Mutter ihre weitere Ausbildung. Ähnlich wie ihre legendäre Schwester entwickelte sich Pauline Garcia zu einer Sängerin mit einer außergewöhnlichen, von vielen Bewunderern als charismatisch bezeichneten Mezzosopran-Stimme, die mühelos vom Sopran zum Alt wechseln konnte.
Ihren ersten Klavierunterricht erhielt sie bei Marcos Vega, dem Organisten der Kathedrale von Mexiko-Stadt, später bei Meysenberg und Franz Liszt, und vermutlich auch Kompositionsunterricht bei Anton Reicha, der auch Lehrer von Franz Liszt, Hector Berlioz und César Franck war. Nach dem frühen Tod ihrer Schwester Maria Malibran mit 28 Jahren 1836 konzentrierte sich die 15-jährige Pauline jedoch stärker auf den Gesang und wurde u. a. bei ihrem Bruder Manuel García junior ausgebildet.
Pauline Viardot-García sprach sechs Sprachen: Spanisch war ihre Muttersprache; Französisch wegen ihres Geburts- und Heimatlandes Frankreich; Englisch durch ihre teilweise in London und New York verbrachte Kindheit; Italienisch wegen ihrer Karriere als Opernsängerin; Deutsch, weil sie nicht nur Gastspiele in Deutschland gab, sondern auch etliche Jahre in Deutschland lebte; und Russisch wegen ihrer engen Beziehung zur russischen Kulturszene.

## Karriere als Sängerin und Pianistin 1830er bis 1850er

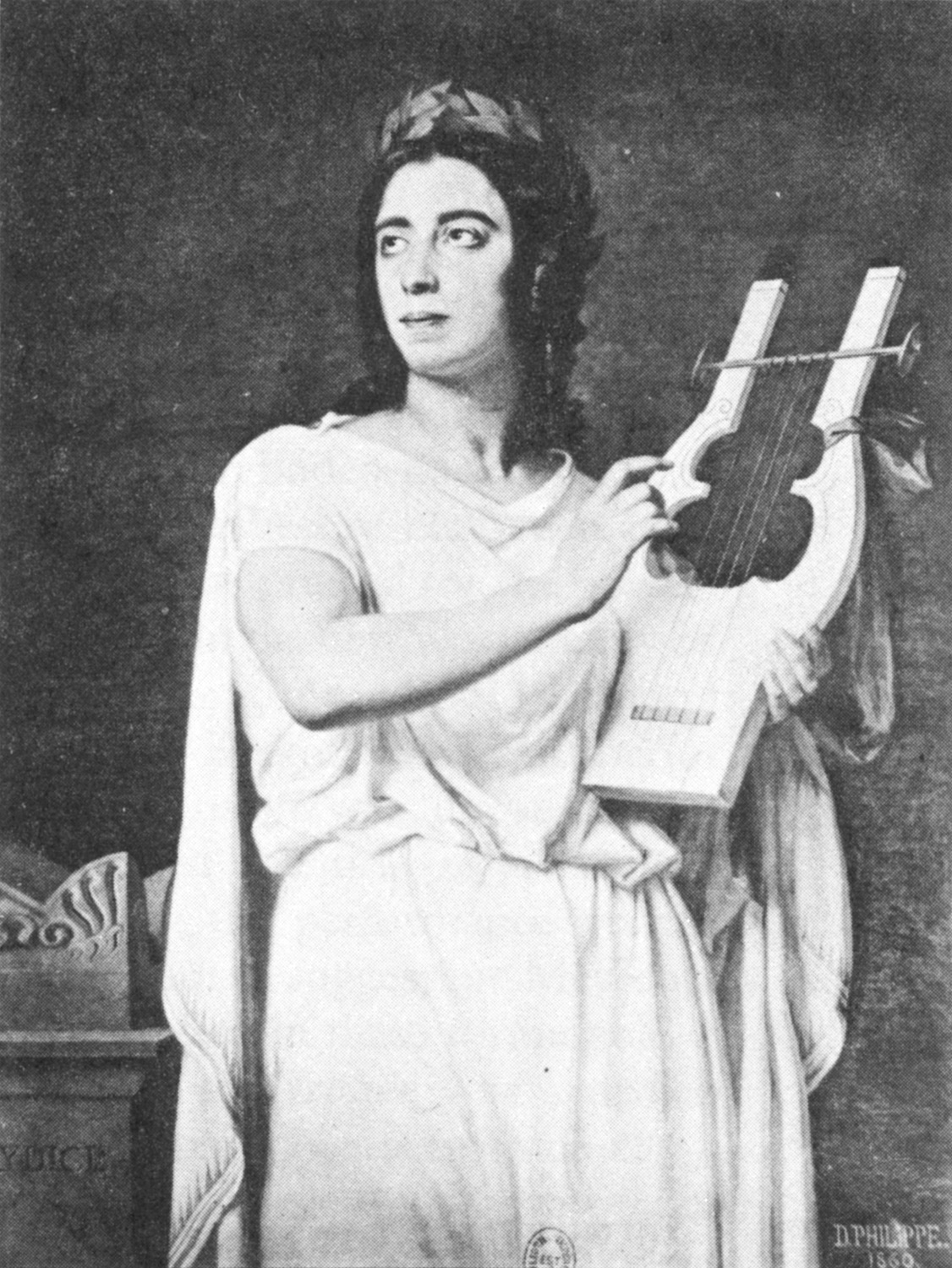
Viardot 1860 als Orpheus in Glucks Orphée et Euridice

1837 gab Pauline García in Brüssel ihr Debüt als Konzertsängerin, zusammen mit ihrem Schwager, dem Geiger Charles-Auguste de Bériot, sowie am 9. Mai 1839 in London als Desdemona in Rossinis Otello – eine der ehemaligen Paraderollen ihrer Schwester Maria Malibran. Wenige Monate später erhielt sie ihr erstes Engagement am Théâtre-Italien in Paris, dessen Direktor ihr späterer Ehemann Louis Viardot (1800–1883) war, und wo sie wiederum bei ihrem Antritt die Desdemona sang.
Am 18. April 1840 heiratete sie den wesentlich älteren Viardot, der daraufhin seine Tätigkeit als Direktor am Théâtre-Italien aufgab und ihr Manager wurde. Ihre gemeinsame Tochter Louise Héritte-Viardot (1841–1918) wurde ebenfalls Sängerin und Komponistin. Ihre weiteren auch musikalisch erzogenen Kinder waren Claudie (* 1852), Marianne (* 1854) und Paul (* 1857). 

Als Opernsängerin trat die Viardot-Garcia zunächst eindeutig in die Fußstapfen ihrer Schwester, mit der sie erhebliche Repertoire-Überschneidungen hatte, wie die Hauptrollen in den Rossini-Opern Tancredi, La donna del lago, Semiramide, La gazza ladra und Il barbiere di Siviglia, später auch in Bellinis La sonnambula und Norma sowie den Romeo in I Capuleti e i Montecchi. Zu ihrem Repertoire gehörten des Weiteren Halévys La Juive, Valentine in Meerbeers Les Huguenots und sogar Donizettis Lucia di Lammermoor.
Auf vielen bedeutenden Opernbühnen Europas feierte sie triumphale Erfolge. Sie trat in ihrer 23 Jahre währenden internationalen Karriere nicht nur in Paris und London, Wien, Berlin und Dresden auf, sondern auch in Madrid (1842) und in Sankt Petersburg (1843–1846), wo sie neben dem berühmten Tenor Giovanni Battista Rubini sang und auch in Opern russischer Komponisten wie Michail Glinka und Dargomizsky auftrat.
1843 lernte sie in Sankt Petersburg den russischen Dichter Iwan Sergejewitsch Turgenew kennen, er wurde ein ständiger Begleiter der Viardots, eine lebenslange Dreiecksbeziehung entstand.
Meyerbeer komponierte für die Viardot die Partie der Fidès in seiner Oper Le prophète, die sie 1849 mit überwältigendem Erfolg in der Pariser Uraufführung und später noch über 200 Mal, auch auf anderen europäischen Bühnen, sang. Von da an wurde sie zu einer Art Muse französischer Komponisten, Charles Gounod schrieb unter ihrem Einfluss seine Oper Sapho (Paris 1851), und Hector Berlioz überarbeitete für sie Glucks Orphée et Eurydice, deren ursprünglich für einen Kastraten komponierte Hauptrolle sie 1859 in Paris sang (am Théâtre-Lyrique).
Andere Rollen ihrer späten Karriere waren Glucks Alceste und Beethovens Leonore, welch letztere sie bei der Pariser Erstaufführung des Fidelio im Jahr 1860 sang.
Die Viardots, Republikaner, lebten nach dem Sieg von Louis-Napoleon Bonaparte bei den Wahlen 1849 immer häufiger außerhalb Frankreichs.  Ihr Lebensmittelpunkt spielte sich dann hauptsächlich in London und Deutschland ab, 1863 verlegte sie ihren Wohnsitz von Frankreich nach Baden-Baden.
Neben ihrer Karriere als Sängerin war sie auf hohem Niveau als Pianistin ausgebildet. Als Duo trat sie einige Male mit ihrer langjährigen Künstlerfreundin Clara Schumann auf.

## Komponistin, Musikpädagogin und Konzertgeberin in Baden-Baden 1863–1871

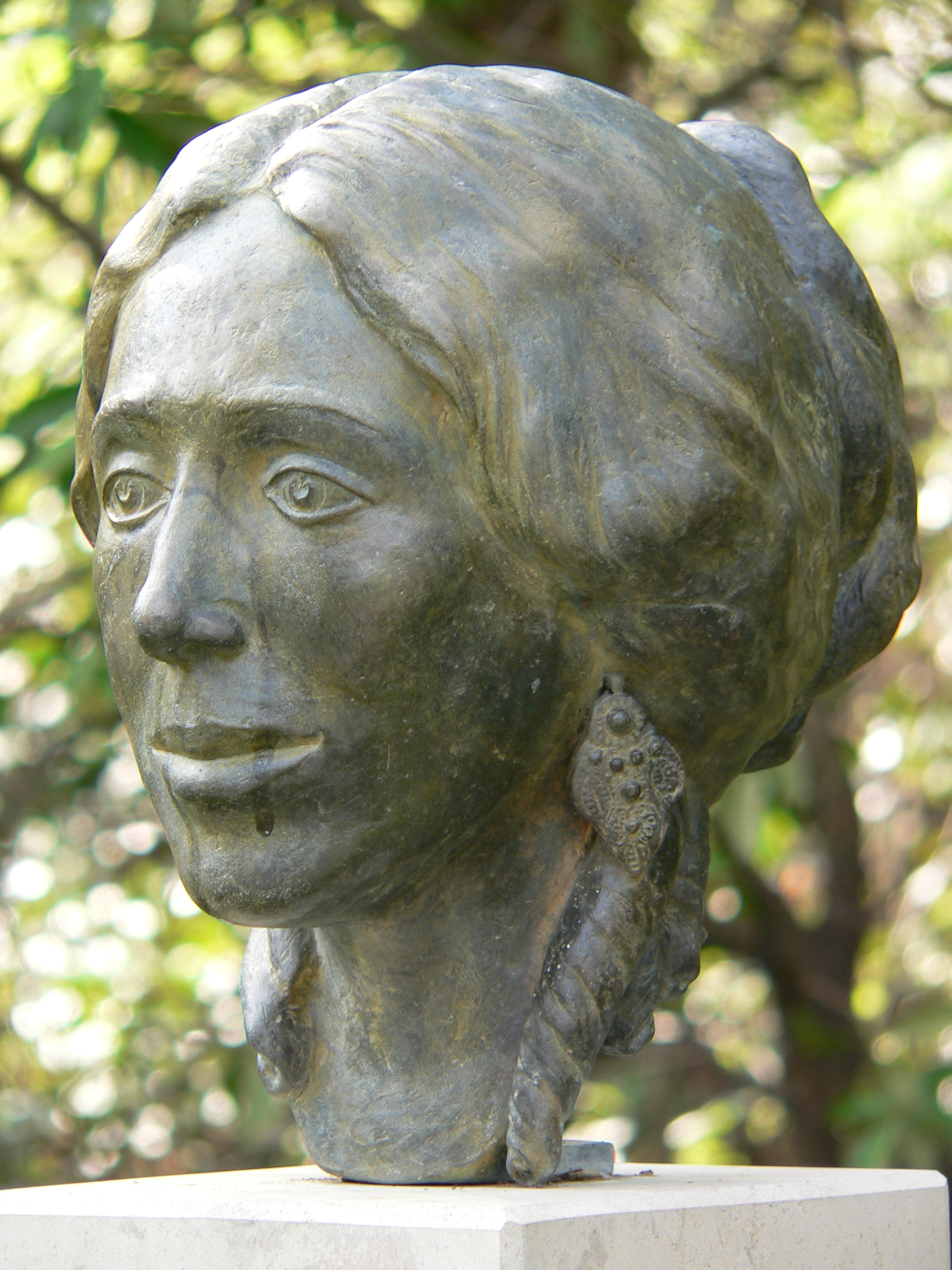
Büste der Viardot im Baden-Badener Kurpark

1863 zog Viardot mit ihrem Mann und ihren vier Kindern nach Baden-Baden und sorgte damit für die Entwicklung der Kurstadt zu einer internationalen Kulturstadt. Bereits 1862, im Alter von 42 Jahren, hatte sich Viardot von der Bühne zurückgezogen – sie trat aber noch vereinzelt bis 1873 auf sowie bis in die 1880er Jahre in privatem Rahmen. 1859 war sie erstmals in Baden-Baden in einem von Hector Berlioz dirigierten Konzert aufgetreten und hatte schon damals mit ihrem Auftritt der Stadt einen besonderen künstlerischen Status verliehen. In Baden-Baden konzentrierte sie sich auf das Komponieren und Unterrichten, veranstaltete Matineen und Soireen. Darüber hinaus gründete sie ein eigenes Opern-Haus, das Théâtre Viardot. In ihrem Baden-Badener Domizil, zu dem neben einer Villa auch ein Gartentheater und eine Kunst- und Vortragshalle gehörten, trafen sich Musiker, Dichter, Maler und andere bedeutsame Persönlichkeiten ihrer Zeit, wie etwa Wilhelm und Augusta von Preußen und Otto von Bismarck. Viardot und Clara Schumann, mit der sie von 1838 an eng befreundet war, führten in diesem Rahmen Werke von Robert Schumann, Frédéric Chopin und Johannes Brahms auf. Bei Viardots berühmten Matineen trug unter anderem der ebenfalls weltberühmte Pianist Anton Rubinstein Klavierstücke vor. Ihr ehemaliger Klavierlehrer Franz Liszt gehörte ebenso wie Richard Wagner oder der Dichter Theodor Storm zu den Gästen des Hauses Viardot in Baden-Baden.
1870 übernahm sie in Jena die Solopartie in der Uraufführung der Alt-Rhapsodie von Johannes Brahms. Camille Saint-Saëns widmete ihr seine Oper Samson et Dalila, die sie jedoch 1872 nur in einer Privataufführung in ihrem Hause sang.

## Rückkehr nach Paris – Lehrerin am Conservatoire
Bis zum Deutsch-Französischen Krieg 1870/1871 entwickelte sich vom Haus Viardot aus eine facettenreiche Kunst- und Kulturszene in Baden-Baden, die die Attraktivität der Kurstadt noch erhöhte. Nach Kriegsbeginn zog die Familie nach Paris zurück. Dort unterrichtete Viardot am Pariser Konservatorium und verhalf unter anderem Jules Massenet zum Durchbruch, in dessen Oratorium Marie-Magdeleine sie bei der Uraufführung am 11. April 1873 die Titelpartie (Sopran) sang. Pauline Viardot-García komponierte auch in Paris und führte einen bedeutenden musikalischen Salon.
Als Pauline Viardot-García am 18. Mai 1910 in Paris starb, hinterließ sie neben der Erinnerung an ihre viel gerühmten Gesangsauftritte und ihren Einsatz als äußerst kompetente Gesangslehrerin eine Vielzahl musikalischer Kunstwerke, die erst in jüngster Zeit wiederentdeckt werden.

## Rezeption

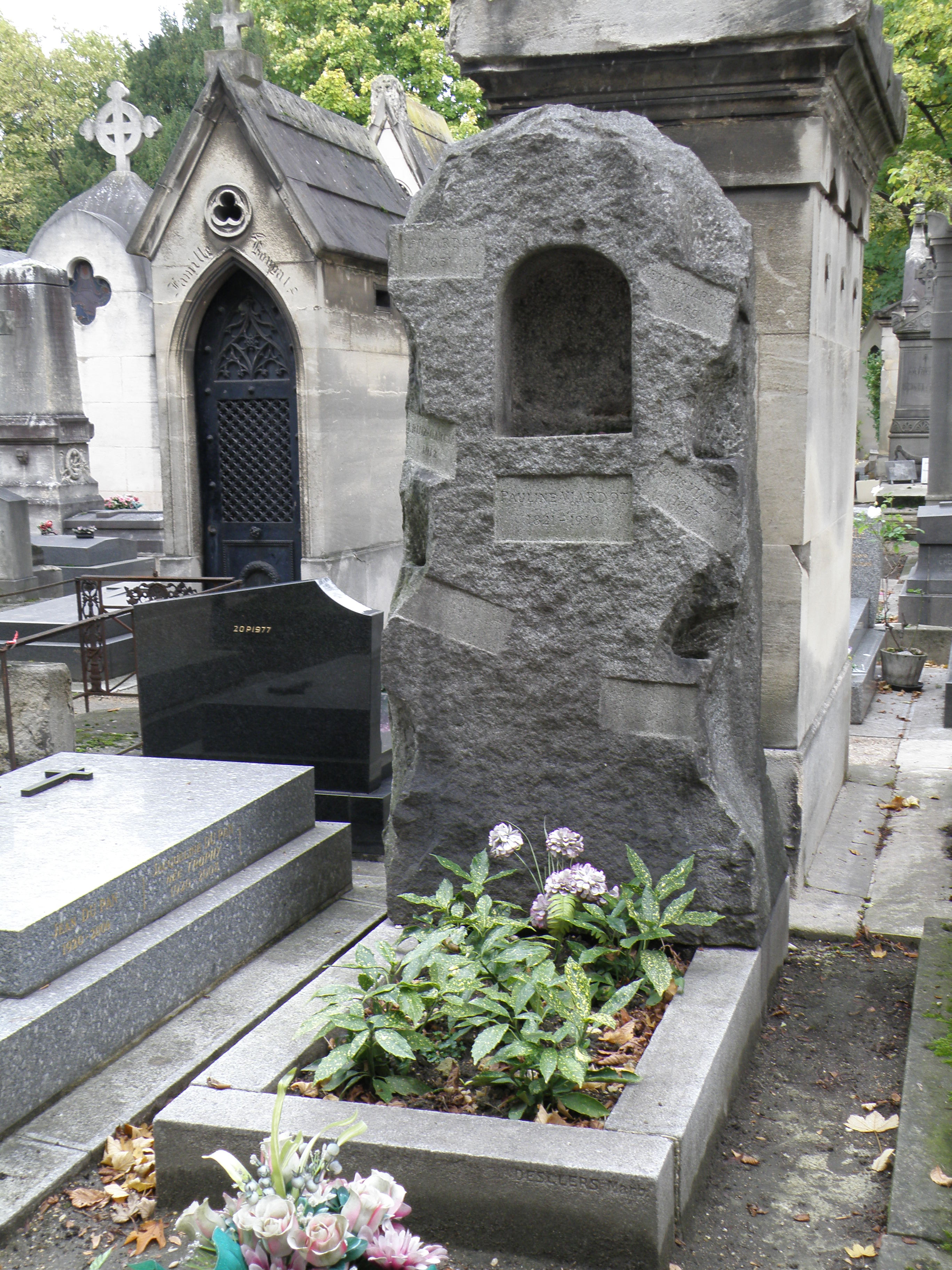
Viardots Grab auf dem Cimetière de Montmartre

Théophile Gautier über Pauline Viardots Stimme und Gesang bei ihrem Debüt in der Oper Otello von Gioachino Rossini am 12. Oktober 1839 im Pariser Théâtre-Italien:

„Sie besitzt eines der prächtigsten Musikinstrumente (= Stimme, A.d.Ü.), das man hören kann. Ihr Timbre ist bewundernswert, weder zu hell, noch verschleiert. Es ist keine metallische Stimme wie die der Grisi (Giuditta oder Giulia?, A.d.Ü.); sondern die Töne der Mittellage haben etwas Sanftes und Durchdringendes, das das Herz rührt. Ihr Umfang ist wunderbar. In der Kadenz des Andante in der Cavatine (die sie aus Rossinis Elisabetta genommen und eingeschoben hat) hat sie zwei Oktaven und eine Quinte herausgestellt, d. h. vom tiefen F des Tenors bis zum hohen C des Soprans. ... Ihre Technik ist die von Garcia, damit ist Alles gesagt. ... Ihre Stimme sitzt wunderbar; die Intonation ist rein und genau. Die Note wird immer mit großer Klarheit attackiert, ohne Zögern und ohne Vorhalt. Diese letzte Qualität ist rar und kostbar. Sie ist eine exzellente Musikerin. ... Sie hätte Unrecht durch Kompliziertheiten und Originalität in den Kadenzen nach Effekt zu suchen. Dank ihrer schönen Diktion, ihrem perfekten Verständnis für den Wert der Wörter und ihrer ausdrucksvollen und spontanen Pantomime verschafften ihr einige wenige Noten mehr Erfolg als die verwickeltesten Rouladen der Welt.“

Die Wiener allgemeine Musik-Zeitung schrieb 1843 anlässlich eines Auftritts Viardots als Rosine in Rossinis Oper Il Barbiere di Siviglia:

„Mad. Viardot-Garcia besitzt eine ausgezeichnete Stimme, sie ist immer füllreich, gleichmäßig und sicher; sie ist von einem reinen Metallklange, besonders in den Mittel- und tiefern Tönen, sie besitzt einen Umfang vom kleinen f bis zum dreigestrichenen c, was zwei und eine halbe Octave ausmacht. Staunen erregte sie durch die Blumenstickerei des Gesanges, diese Coloratur-Arabesken, durch die bewunderungswürdige Präcision, Sicherheit, Kühnheit und Gewalt ihrer Stimme, die eben so gewandt ist zum Vortrage in Ensemblestücken als zu Solopartien. [...]“

Über ihr Klavierspiel urteilte Saint-Saëns:

„Als große Freundin von Chopin bewahrte sie von dessen Spiel eine sehr genaue Erinnerung, und sie gab die präzisesten Anweisungen über die Art und Weise der Interpretation seiner Werke. Durch sie habe ich begriffen, daß die Aufführung der Werke des großen Pianisten (eher: des großen Musikers!) viel einfacher ist, als man gemeinhin glauben mag, und daß sie von einem geschmacklosen Manierismus ebensoweit entfernt ist wie von kalter Korrektheit. Durch sie habe ich die Geheimnisse des echten Tempo rubato kennengelernt, ohne das Chopins Musik entstellt wird und das keineswegs den Verrenkungen ähnelt, mit Hilfe derer man allzuoft eine Karikatur daraus macht“

## Galerie

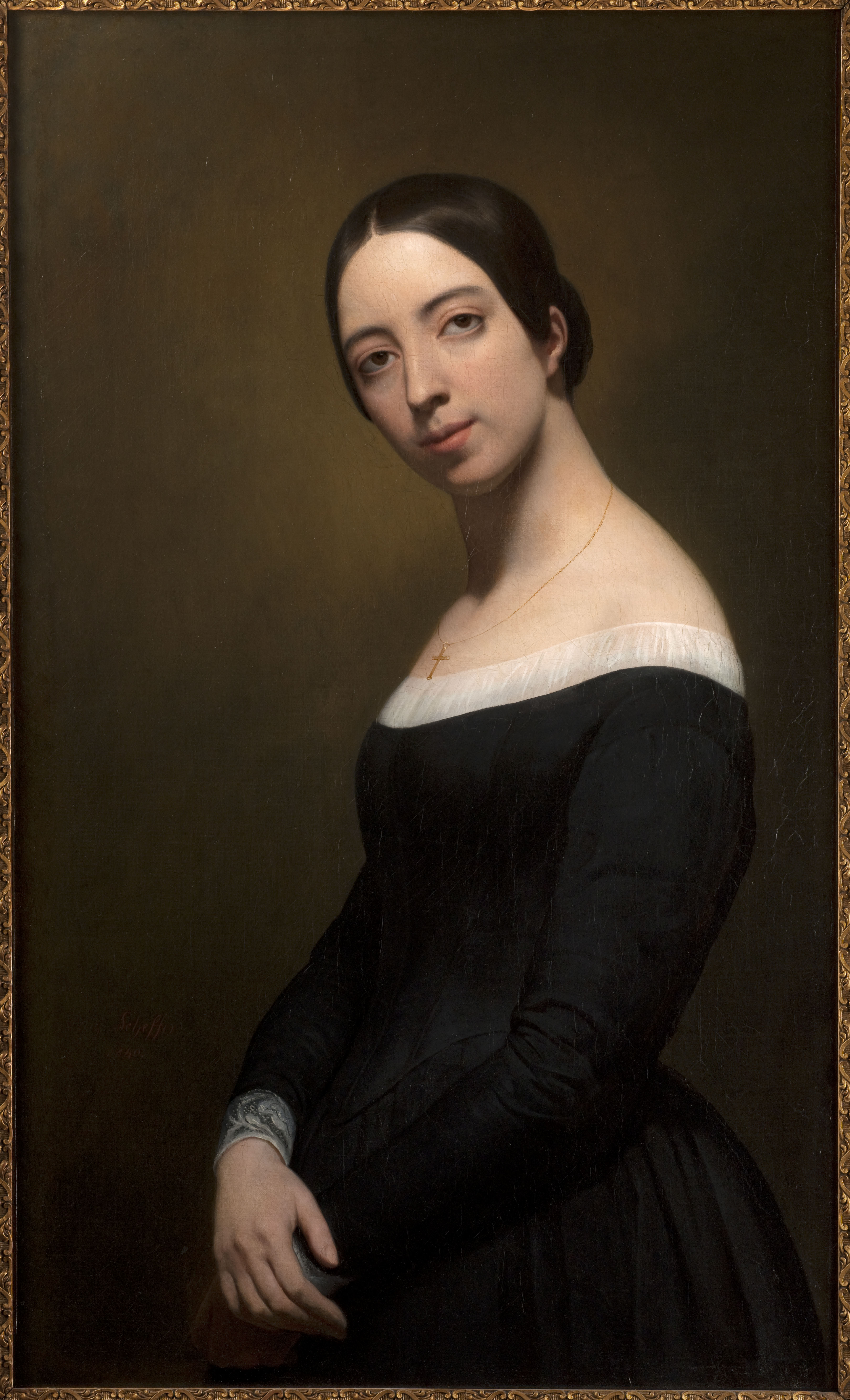
Pauline Viardot-García, Gemälde von Ary Scheffer (1840)
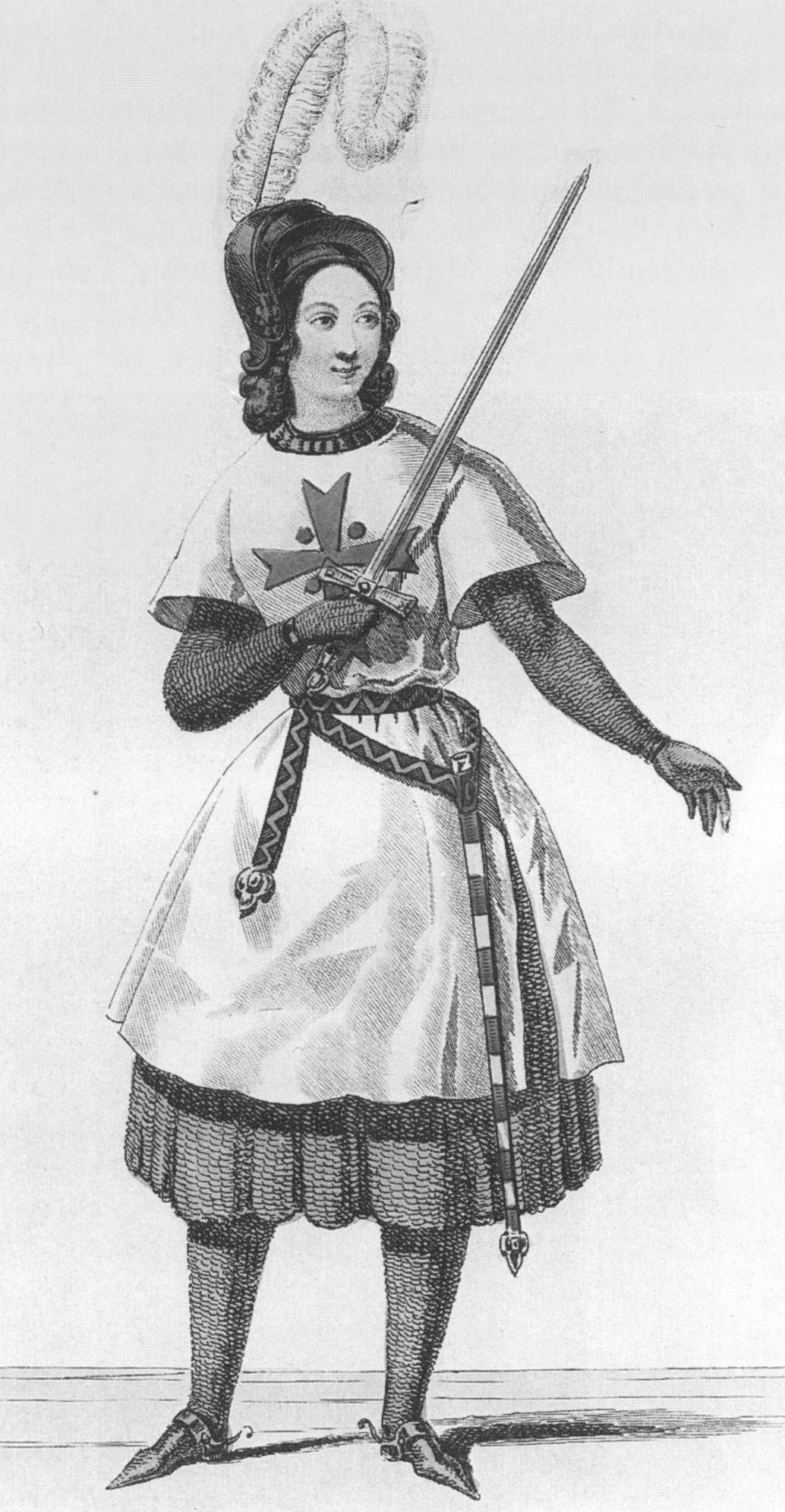
Pauline Viardot-Garcia als Tancredi in Rossinis gleichnamiger Oper – Théâtre-Italien Paris (1840)
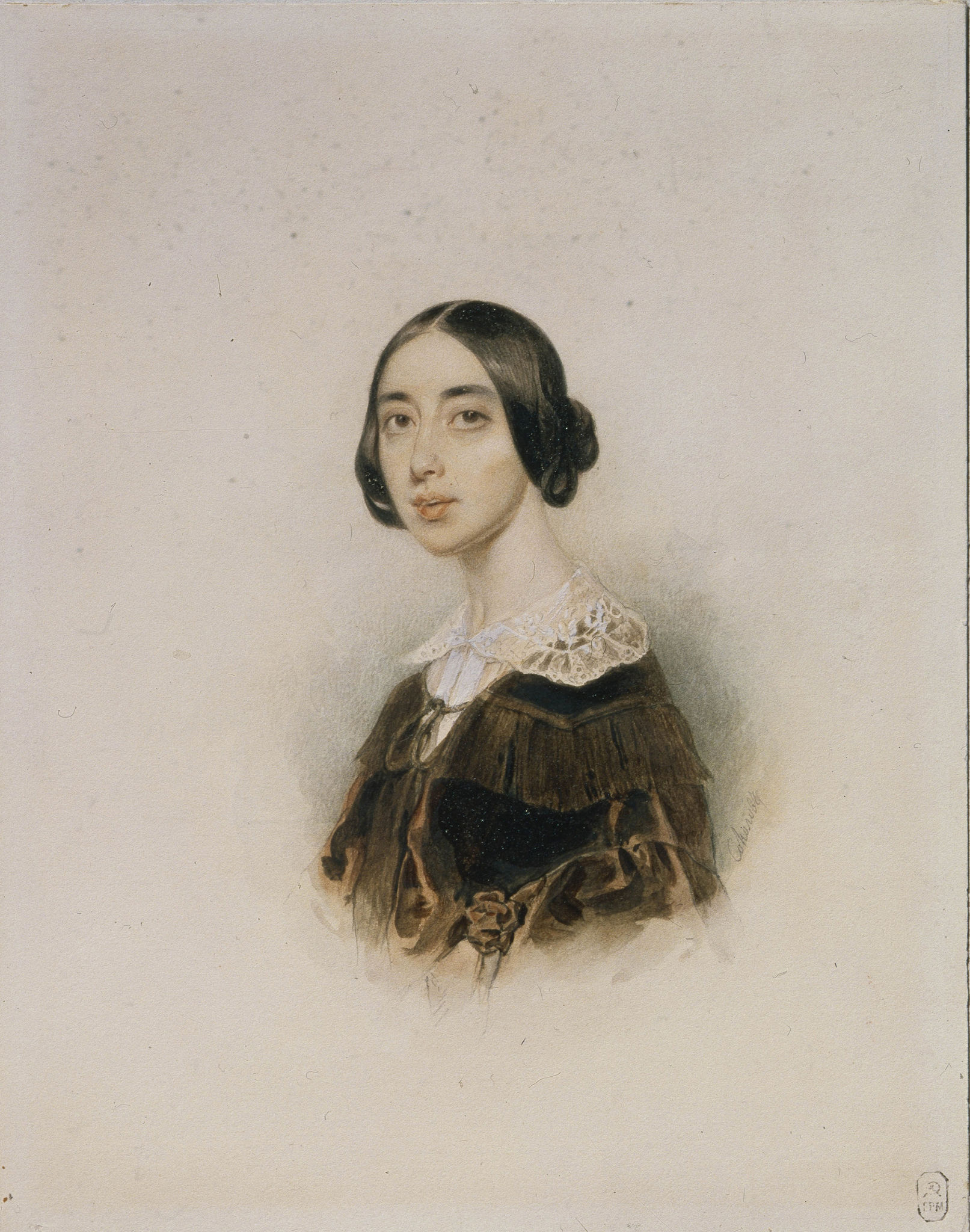
Pauline Viardot-García, Porträt von Pyotr Fyodorovich Sokolov
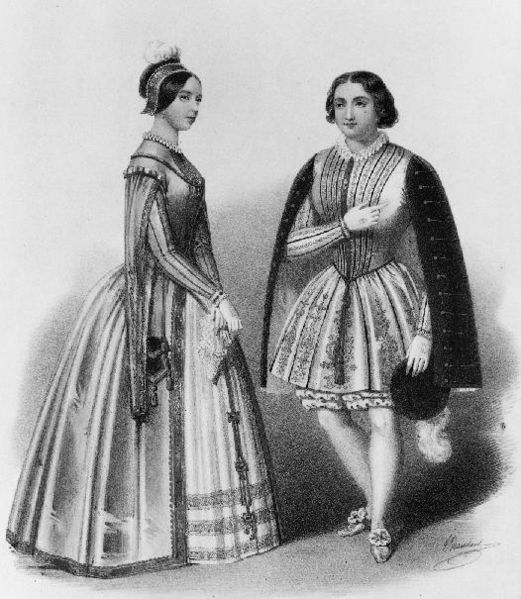
Pauline Viardot als Valentine (li.) and Marietta Alboni als Urbain in Meyerbeers Les Huguenots, 1. Akt, 9. Szene (Covent Garden, 1848), Lithografie von John Brandard
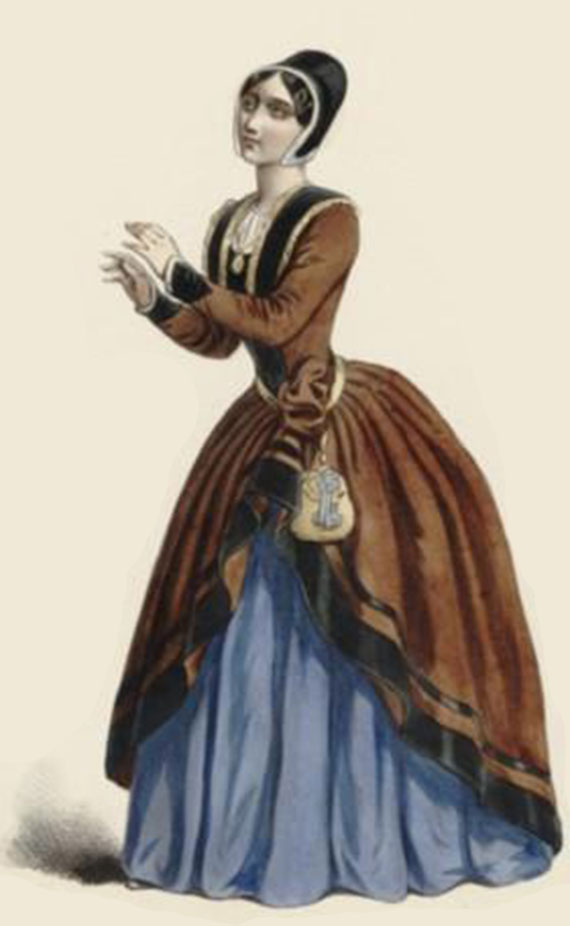
Viardot 1849 als Fidès in Meyerbeers Le prophète
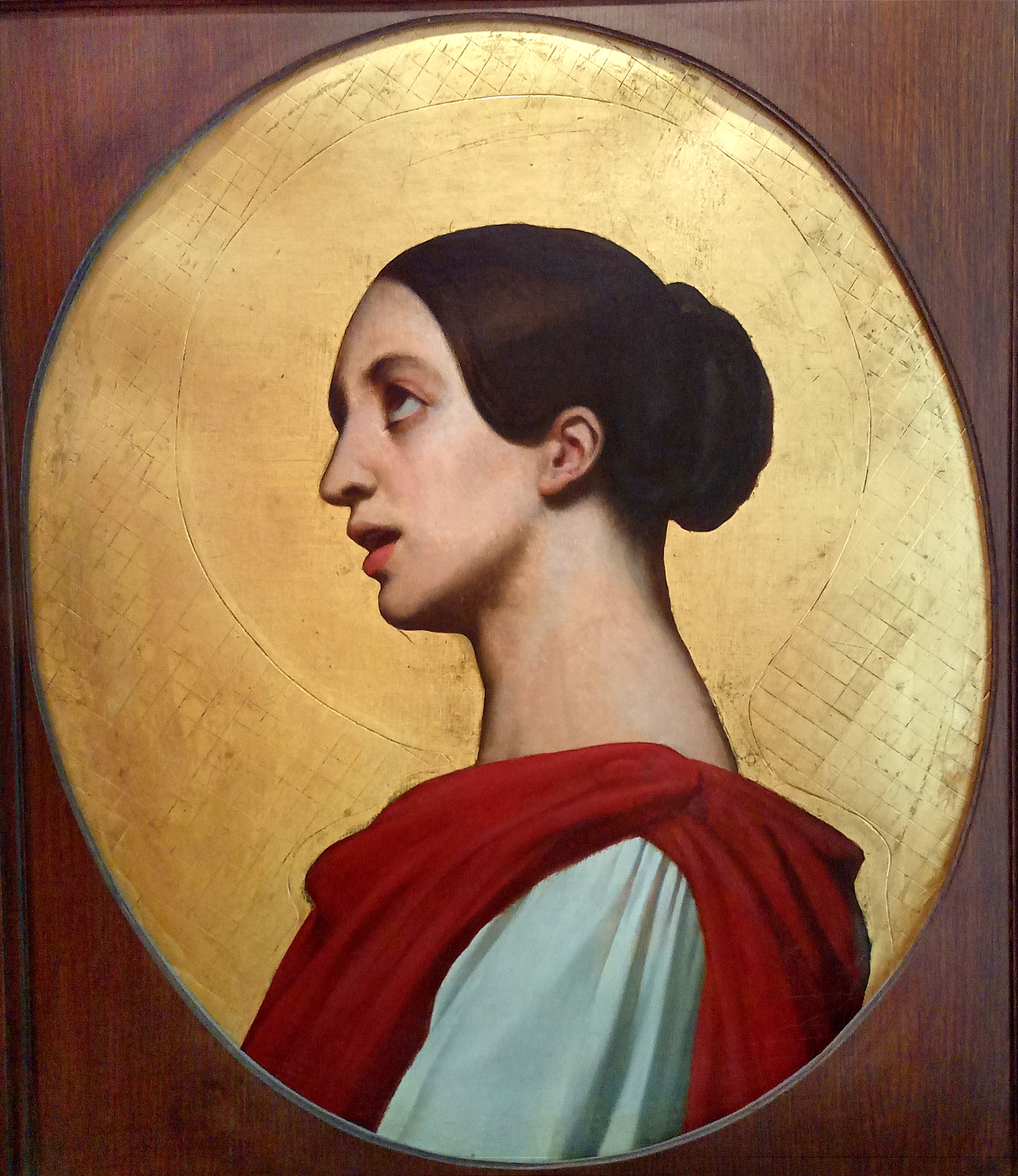
Pauline Viardot-García, Gemälde von A. Scheffer für sein Orgelgehäuse (1851)
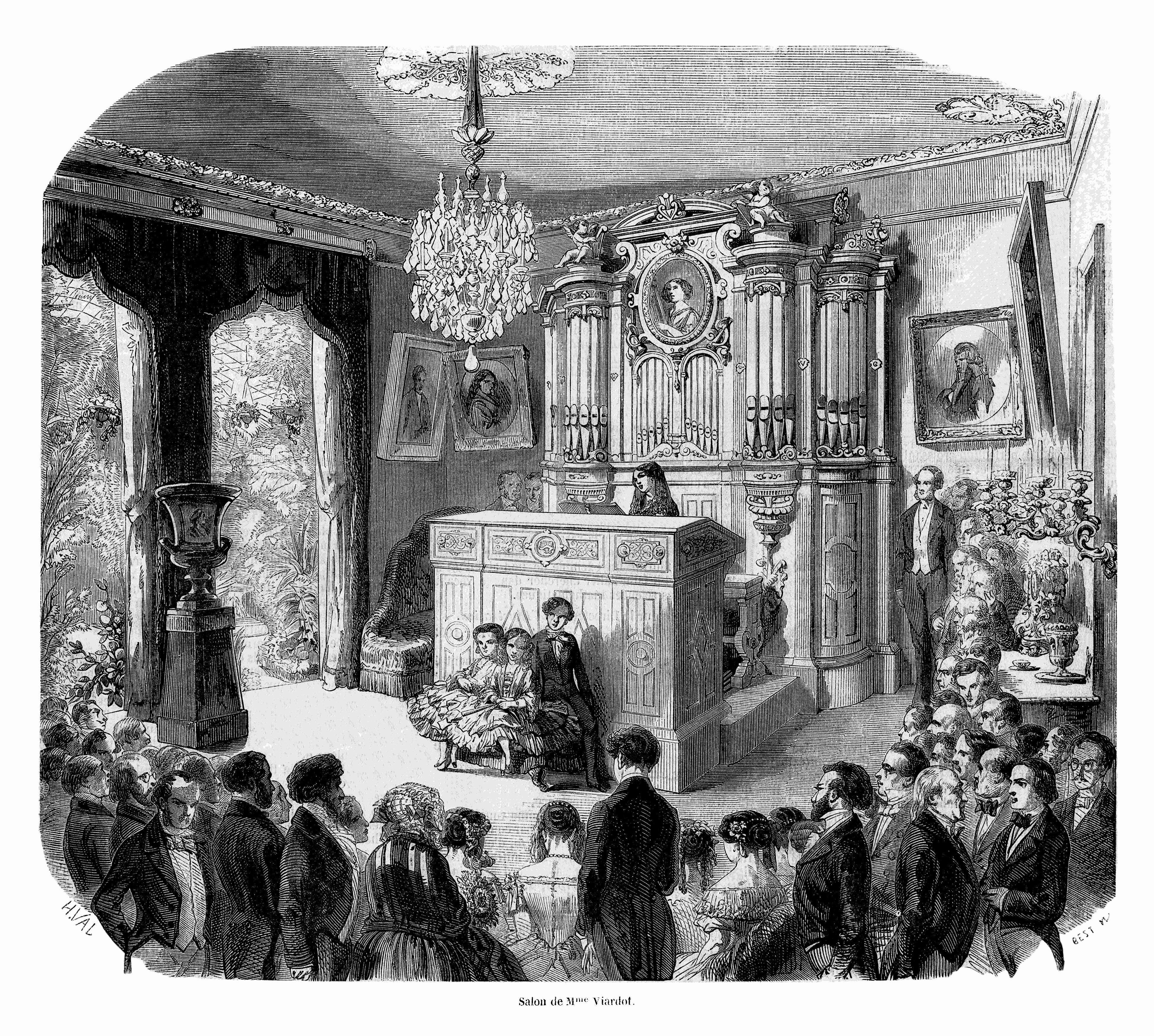
Pariser Salon der Viardot (1853)
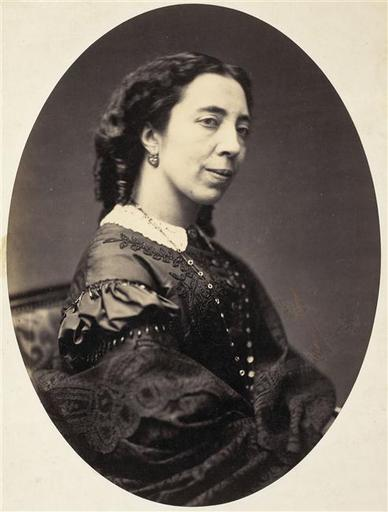
Pauline Viardot-García, Fotografie von Pierre Petit (1860)
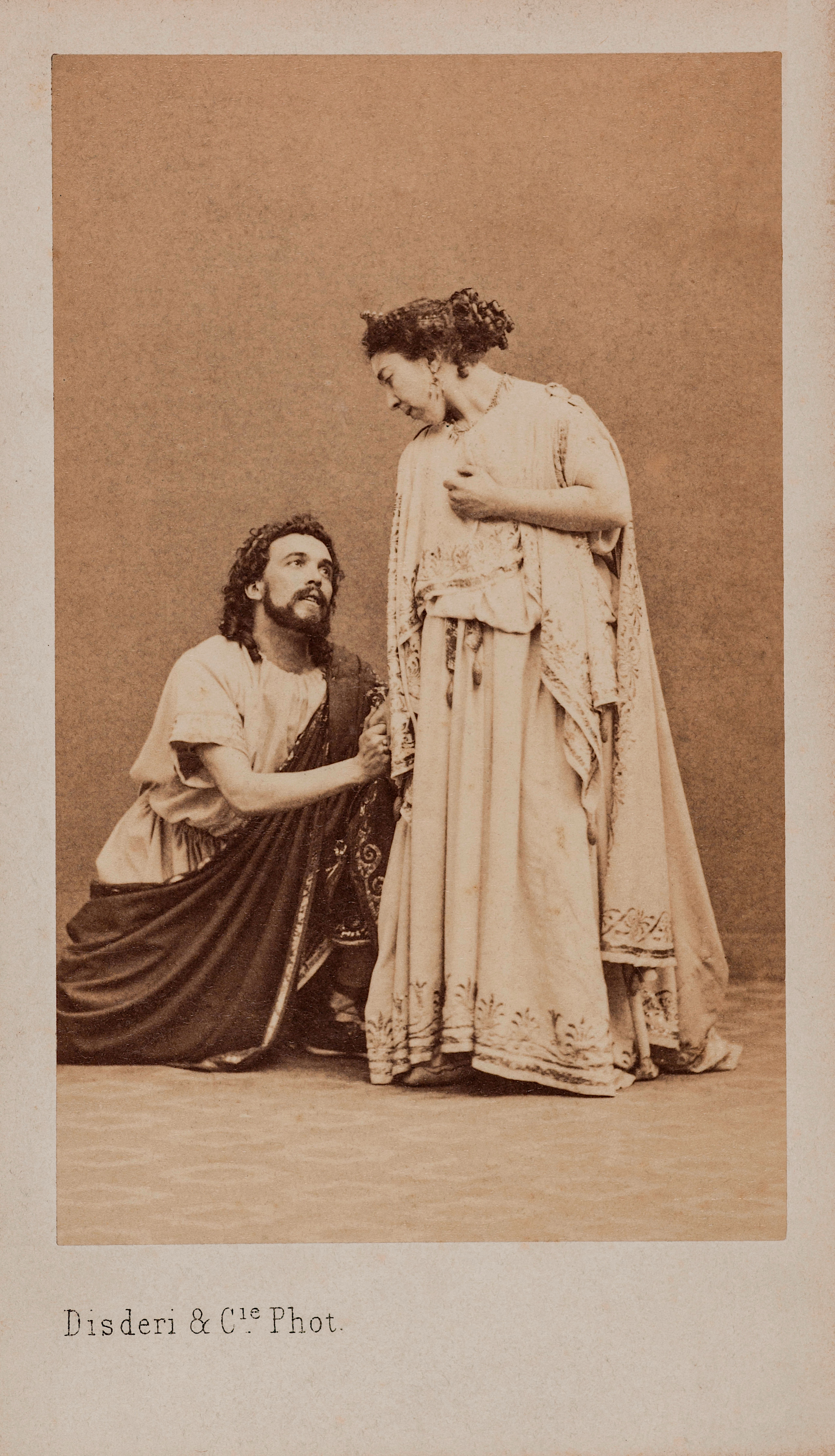
Pauline Viardot und Michot in Alceste, Fotografie von Disdéri (1861)
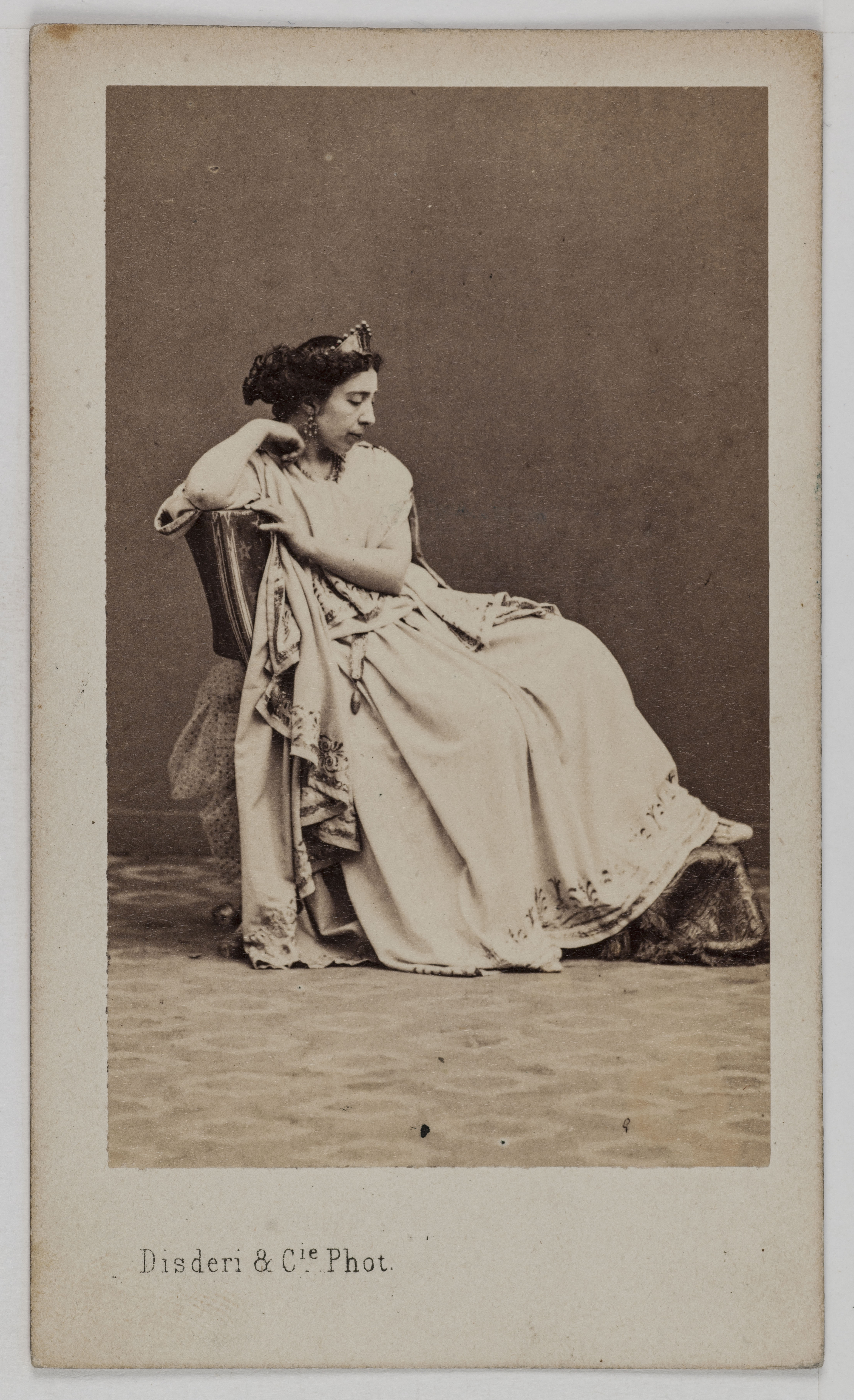
Pauline Viardot-Garcia als Alceste, Fotografie von Disdéri
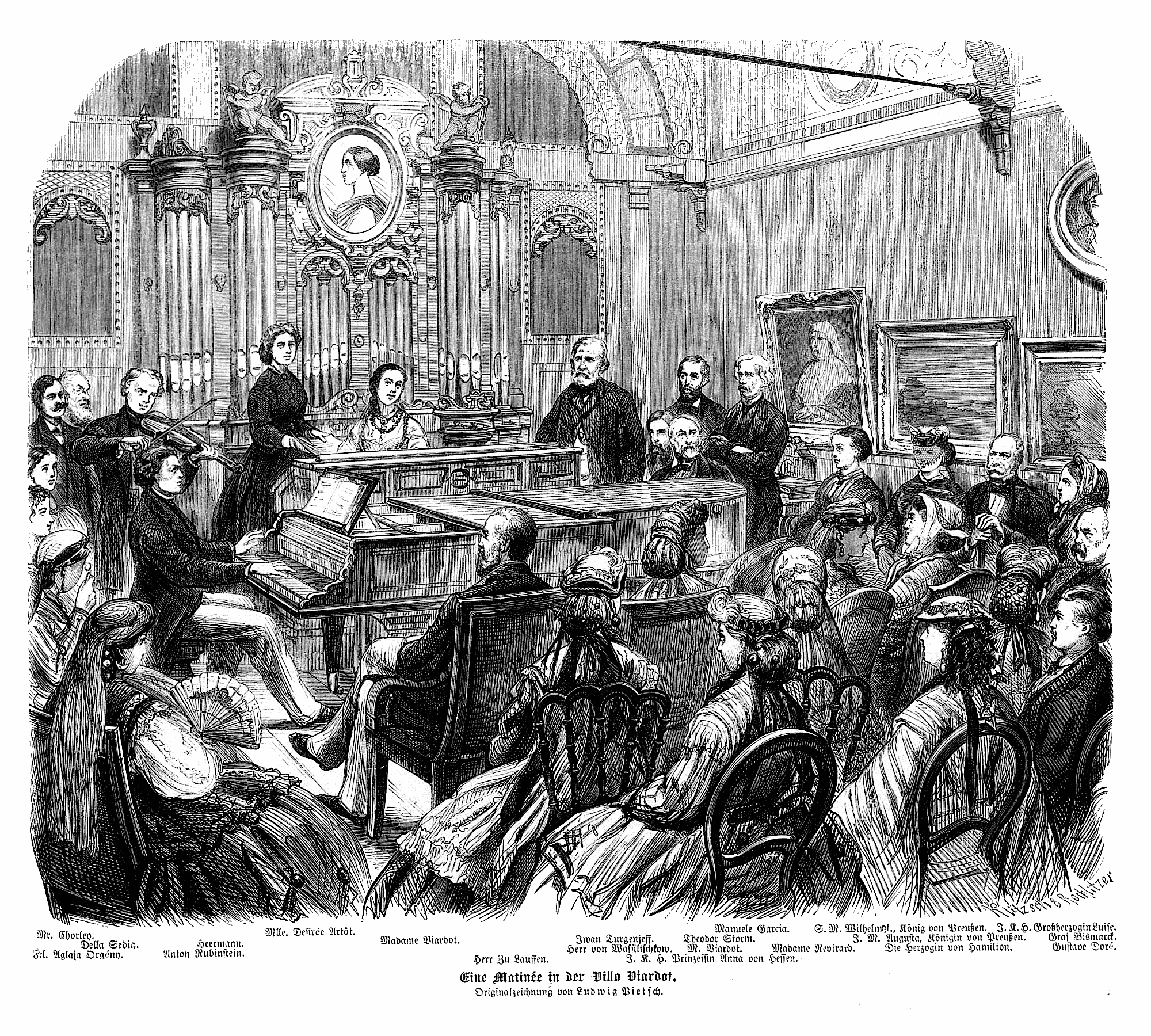
Eine Matinée in der Villa Viardot (1865)
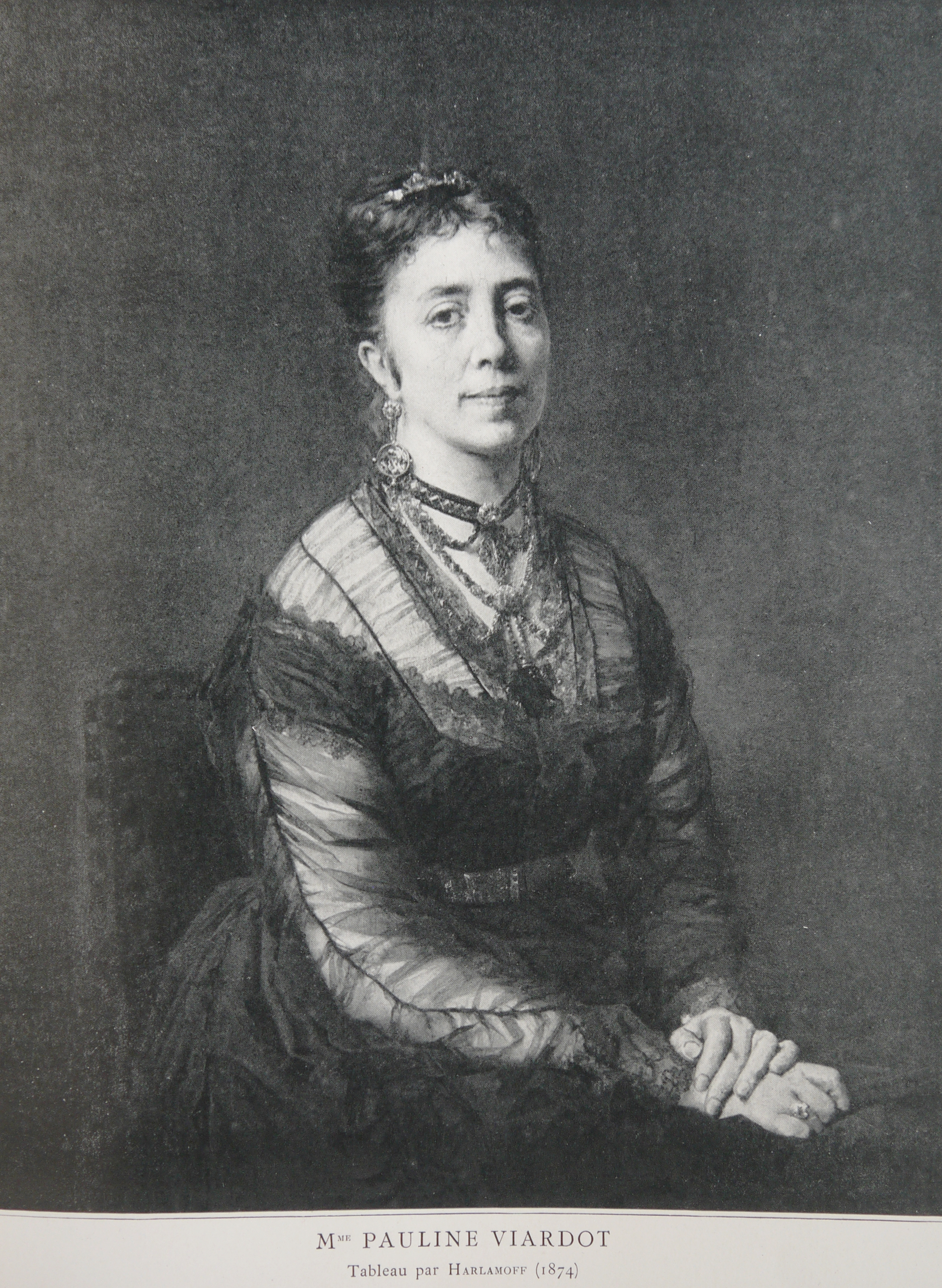
Pauline Viardot 1874, Fotografie eines Gemäldes von Harlamoff
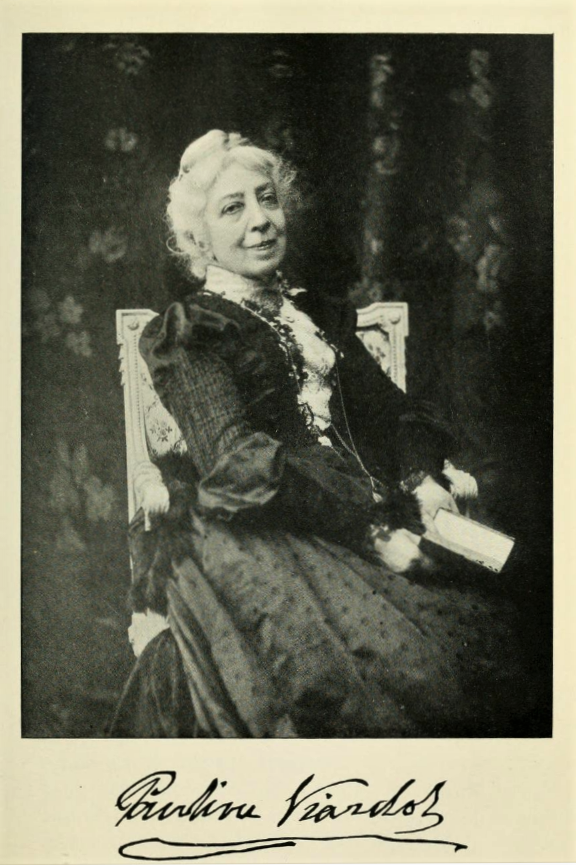
Pauline Viardot-García, 1908

## Schüler (Auswahl)
- Félia Litvinne
- Jeanne Gerville-Réache
- Suzanne Cesbron-Viseur
- Désirée Artot
- Lola Beeth
- Marianne Brandt
- Sofie Brehm-Fritsch
- Marie Dietrich
- Emmy La Grua
- Elisabeth Leisinger
- Benedikt Mayr
- Emma Moerdes
- Aglaja Orgeni
- Amelie Schütky
- Antoinette Sterling
- Johanna Wagner

## Kompositorisches Werk
Pauline Viardot-García schuf ein vielseitiges kompositorisches Œuvre, darunter zahlreiche Lieder, Klavierstücke, kammermusikalische Werke und Liedbearbeitungen. Ihre Operette Le Dernier Sorcier („Der Letzte Zauberer“) wurde 1869 von Johannes Brahms im Haus der Viardots in Baden-Baden dirigiert.
Sie vertonte Texte der deutschen Dichter Eduard Mörike und Heinrich Heine, schrieb Lieder nach französischen, italienischen, spanischen und russischen Texten (Puschkin, Turgenew) und bearbeitete unter anderem Musikwerke von Haydn, Chopin und Brahms für Klavier und Gesang. Eine bis heute gelegentlich aufgeführte Komposition ist die originelle Marche Militaire
AMII, 203 AMS.
2007 wurde von der Musikwissenschaftlerin Dr. Christin Heitmann im Rahmen des DFG-Forschungsprojekts „Orte und Wege europäischer Kulturvermittlung durch Musik. Die Sängerin und Komponistin Pauline Viardot“ unter Leitung von Prof. Dr. Beatrix Borchard an der Hochschule für Musik und Theater Hamburg ein aktuelles Werkverzeichnis Pauline Viardots erarbeitet. Das umfangreiche Werkverzeichnis ist online einsehbar und kann systematisch durchsucht werden.

### Kompositionen (Auswahl)
Klavierstücke
- Deux airs de ballet in a-Moll (1904)
- Gavotte, Deux pièces pour piano G-Dur (1884)
- Sérénade, Deux pièces pour piano (1885)
- Valse B-Dur

Kammermusik
- Andantino für Klavier und Oboe (1842)
- Six Morceaux für Klavier und Violine (1866/1867)
- Sonatine für Klavier und Violine (1873)

Orchesterwerke
- Marche Militaire in Es-Dur (um 1870)